# Andrej Bertoncelj
Andrej Bertoncelj, slovenski ekonomist in politik, * 28. julij 1957.
Je nekdanji minister za finance v 13. vladi Republike Slovenije.

## Življenjepis
Bertoncelj je doktor ekonomskih znanosti s področja financ. Večidel je deloval na farmacevtskem področju; bil je predsednik družbe Lek USA, pomočnik generalnega direktorja za področje financ v Leku, ter direktor SPE. Od leta 2009 je kot redni profesor zaposlen na Fakulteti za management Univerze na Primorskem. Nekaj let je poklicno preživel tudi v New Yorku, v Združenih državah Amerike pa se je tudi izobraževal, in sicer na Univerzi Harvard ter v na Cambridgu v Združenem kraljestvu. 25. aprila 2018 je bil za eno leto imenovan za člana uprave Slovenskega državnega holdinga (SDH).
Tekoče govori slovenski, angleški in nemški jezik.

### Minister za finance Republike Slovenije
13. septembra 2018 je bil imenovan na mesto ministra za finance v 13. vladi Republike Slovenije pod vodstvom premierja Marjana Šarca. Zaradi nestrinjanja s predlogom zakona o ukinjanju dopolnilnega zdravstvenega zavarovanja, pri katerem bi morebitno izgubo krili z državnim proračunom, je 27. januarja 2020 odstopil z mesta ministra za finance. Nekaj ur kasneje je odstopil tudi predsednik vlade Marjan Šarec.

## Knjige
- 2015. Trajnostni razvoj: ekonomski, družbeni in okoljski vidiki. Ljubljana: IUS Software, GV založba.
- 2014. Impact of corporate social responsibility on OTC medicines consumers. Amfiteatru economic 16 (35)